# Bénin Business 24
Lancée le 30 juillet 2013, Bénin Business 24 (BB24) est la deuxième chaîne de télévision nationale de l'Office de radiodiffusion et télévision du Bénin (ORTB). Elle est dédiée aux thématiques liées au développement économique du Bénin et à la promotion de l'entrepreneuriat dans les secteurs de l'agriculture, l'éducation, la santé, la pêche, l'élevage, l'agroforesterie, l'énergie, l'accès à l'eau, les microcrédits, la sécurité et la protection de l'environnement.